# Curripacos
Os curripacos (Kuripako) ou baníuas são um povo indígena que vive na Colômbia, na Venezuela e no Brasil. Com uma população total de 20.970 pessoas, fazem parte da família linguística Aruak.

## Território
Habitam nas bacias dos rios Içana, Querari, Atabapo, Guainía, Inírida e alto Orinoco nos departamentos colombianos de Guainía, Vichada e Vaupés; no estado de Amazonas (Venezuela); e na bacia do Rio Aiari e São Gabriel da Cachoeira, estado de Amazonas (Brasil).

## Clãs
O conjunto dos curripacos está conformado por vários inaiki.ka clãs patrilineares, com um ancestro legendario fundador da linhagem, uma origem no tempo primordial e um nome. A exogamia em cada clã é uma norma indiscutível e só se realizam casamentos entre casais de clães diferentes ou também de etnias aliada.

## Economia
Sua economia articula a agricultura itinerante, a pesca, a caça e a coleta de produtos silvestres. AOs chacaras (iarokiti) têm de 100 a 200 m² abertos por sepultura e queima. Lá se cultiva mandioca (kiinaki), das quais se conhece 50 variedades, e também milho, pupunha, batata-doce, mangará, inhame, pimentas, banana, abacaxi, mamão, cana-de-açúcar, achiote e la plana da fibra herriwai. A pesca é uma importante fonte de proteína no verão e ocorre nos rios (onimakapeki), igarapés (oripau) e lagoas (kalita). O artesanato é uma atividade importante em sua economia atual e se destaca a confecção de cestaria de arumã, cuja arte milenar lhes foi ensinada pelos heróis criadores e que hoje vem sendo comercializada nos mercados brasileiros e colombianos. Recentemente, têm ainda se destacado pela participação ativa no movimento indígena da região. 